# Susana Bianconi Bailez
María Susana Bianconi Bailez ( La Plata, 1954)  es una arquitecta mexicana de origen argentino.  Ha sido Catedrática de Arquitectura de Paisaje en la Universidad Autónoma del Estado de México de 1987 y hasta 2019. Especializada en urbanismo y arquitectura de paisaje, ha destacado en la restauración de edificios históricos, diseño de jardines sostenibles y proyectos arquitectónicos en México. Es autora del libro Genius Locci. Configuraciones del Paisaje Mexiquense.

## Biografía
Inició su formación académica en la Escuela Superior de Bellas Artes de la Universidad Nacional de La Plata y más adelante se especializó en Planeación Urbana en Oxford Polytechnic, en el Reino Unido, en 1978.
Más tarde, en México, cursó la licenciatura, la maestría y el doctorado en la Facultad de Arquitectura y Diseño de la Universidad Autónoma del Estado de México (UAEMex), concluyendo sus tesis en los años 1985, 1998 y 2012, respectivamente. 

## Trayectoria
A lo largo de su carrera profesional, ha desarrollado el diseño de 33 viviendas en diversas zonas del Estado de México, reconocidas por su funcionalidad y respeto al entorno. También ha enfocado su labor en la restauración de inmuebles históricos, como el Edificio Central de Rectoría de la UAEMex (en 1993 y 2012) y la Casa Nicté, ubicada en el centro histórico de Campeche (2019). Asimismo, ha estado a cargo del diseño de espacios representativos, entre ellos el auditorio de la Facultad de Turismo en Toluca (2002).
La arquitectura del paisaje ha sido un eje fundamental en su trayectoria, con intervenciones notables como el Jardín de Cactáceas de la Facultad de Economía de la UAEMex y el Parque Las Lomitas en el fraccionamiento La Virgen, en Metepec. Su compromiso con la sostenibilidad se refleja en proyectos como la renovación de los jardines de la Preparatoria 2 y la Facultad de Humanidades de la UAEMex, la evaluación dendrológica del parque lineal Pino Suárez (Metepec) y los jardines con certificación LEED del teatro en la planta PETSTAR, en El Cerrillo, Estado de México.
En el ámbito académico, ha formado parte del cuerpo docente de la UAEMex por más de 30 años, dejando una huella significativa en la formación de nuevas generaciones de arquitectos. Desde 1987 hasta 2019, impartió la materia de Arquitectura de Paisaje y, más recientemente, ha dictado los cursos Nuevas Experiencias Urbanas (desde 2012) y Urbanismo Sustentable (desde 2018). Desde 2007, ha dirigido múltiples tesis, fortaleciendo el desarrollo académico y profesional de sus estudiantes. Su pensamiento crítico y capacidad de síntesis se evidencian en sus publicaciones, entre ellas el libro Genius Locci, configuraciones del paisaje mexiquense (2010) y su contribución sobre la Arquitectura del siglo XX en el Estado de México en el volumen Destellos de cinco siglos (2006).
Ha sido también una voz activa en la divulgación del urbanismo y la arquitectura, participando con aportes en su blog personal, colaboraciones en Radio Capital y columnas en Alfa Diario. En 2021, ofreció una charla TED, reafirmando su liderazgo como referente en temas de arquitectura y paisaje.
A lo largo de su carrera ha recibido reconocimientos como la Presea Ignacio Manuel Altamirano (2012) y la Presea Metepec al Medio Ambiente (2009). Su vocación social se expresa también en proyectos con enfoque altruista, como Ciudad Lacustre en San Pedro Tultepec y Bellas Artes al Centro en Toluca.
En el ámbito de los concursos, ha competido en importantes convocatorias como las de la Biblioteca José Vasconcelos y las Torres Bicentenario en Toluca. Además, forma parte activa de organizaciones como la Sociedad de Arquitectos Paisajistas de México y la Asociación Mexicana de Arboricultura. Con una trayectoria que integra docencia, práctica profesional y labor cultural, Susana Bianconi sigue siendo una figura clave en la arquitectura y el urbanismo contemporáneo en México.

## Principales Obras

#### Obras Realizadas:
- 33 Casas habitación y fincas en Metepec, Toluca, Lerma, Huisquilucan, Atizapán de Zaragoza, Valle de Bravo, Villa Guerrero y Calimaya, en el Estado de México.
- Club hípico en Puebla
- Puertas Monumentales para las Preparatorias 2, 4 y 5 de la UAEMex, Toluca
- Cafetería en Preparatoria de Texcoco
- Edificio Corporativo ALPLA en zona industrial del Aeropuerto de Toluca
- Adecuaciones a la Hacienda Sta Cruz de los Patos, Zinacantepec.
- Puesta en valor del Edificio Central de Rectoría de la UAEMex 1993 y 2012
- Complejo religioso en La Asunción de la Virgen, Metepec.
- Restauración y Librería Casa Toluca del Colegio Mexiquense.
- Restauración sede del IAPEM, av. Hidalgo, Toluca
- Biblioteca privada en La Asunción, Metepec
- Hogar para Ancianos, Zumpahuacán
- Auditorio Facultad de Turismo 2002, CU, UAEMex. Toluca
- Restauración Casa Nicté, Centro histórico Campeche, 2019

#### Obras de Paisaje:
- Lagos Verde y Oro en C.U: de la UAEMex (destruidos)
- Plaza de la Autonomía, Toluca
- Jardín de Cactáceas en la Facultad de Economía en C.U. Toluca
- Parque Las Lomitas del Fraccionamiento La Virgen, Metepec
- Jardines de la Escuela Normal de Profesores, Toluca
- Jardines particulares en La Herradura, Zinacantepec, Las Lomas, y Metepec.
- Plaza y atrio de Tecaxic, Toluca
- Plaza El Oro, Estado de México
- Monumento en el CIRA, el Cerrillo
- Jardines LEED en el teatro de la planta PETSTAR, el Cerrillo, Estado de México
- Evaluación dendrológica del parque lineal Pino Suárez, Metepec
- Parque Lineal Cuautitlán
- Rediseño jardines Prepa 2 y Humanidades de la UAEMex
- Diseño jardines hotel en Malinalco

#### Proyectos altruistas:
- “Ciudad Lacustre” San Pedro Tultepec
- “Las Canchas de la SEP”
- “Bellas Artes al Centro”, teatro Morelos, Toluca
- Foro “Hacia el 2010” en Las Diligencias, 2006
- Foro “Ciudad Sana”, SEDAGRO, 2008

## Reconocimientos
- Presea Ignacio Manuel Altamirano 2012
- Becaria COMECYT 2010-2011 beca continua de posgrado
- Presea Metepec 2009 al Medio Ambiente
- Ganadora del Concurso “Imagina Las Torres” 2004
- Nota Laudatoria Universidad Autónoma del Estado de México 1994
- 1er lugar Concurso de Acuarela 1983

## Referencia
1. 1 2 3  Moisset, Inés (10 de marzo de 2025). «SUSANA BIANCONI BAILEZ 1954». UN DÍA | UNA ARQUITECTA 5. Consultado el 16 de junio de 2025.
2. ↑  González Franco, Lourdes Cruz (2015). Historia de la arquitectura y el urbanismo mexicanos. En la antesala del tercer milenio. Vol. IV El siglo XX. Ciudad de México: UNAM.
3. ↑  TEDx Talks (2 de enero de 2020), El poder de la disciplina | Gabriel Batistuta | TEDxEstaciónEwald, consultado el 16 de junio de 2025.